# Barrica de vino

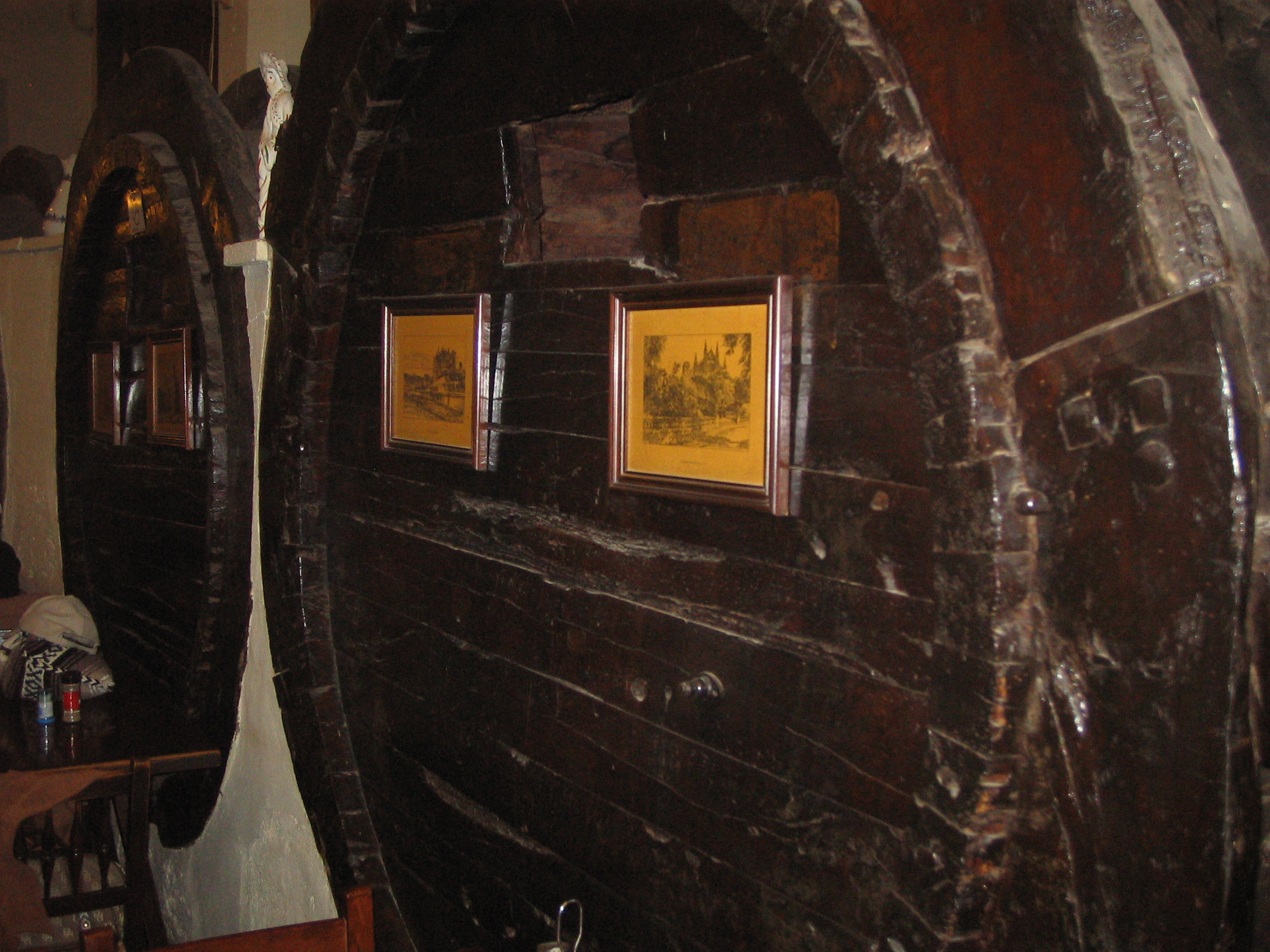
Barriles de vino en un «celler» o bodega mallorquina Sa Premsa.

Una barrica, cuba, o tonel es un recipiente de madera utilizado para la crianza de vino. La barrica oxigena el vino lentamente  y le aporta textura y aroma para suavizar su sabor. Suelen tener una capacidad de 220 litros. Si es de 225 litros es llamada "barrica bordelesa".

## Elaboración

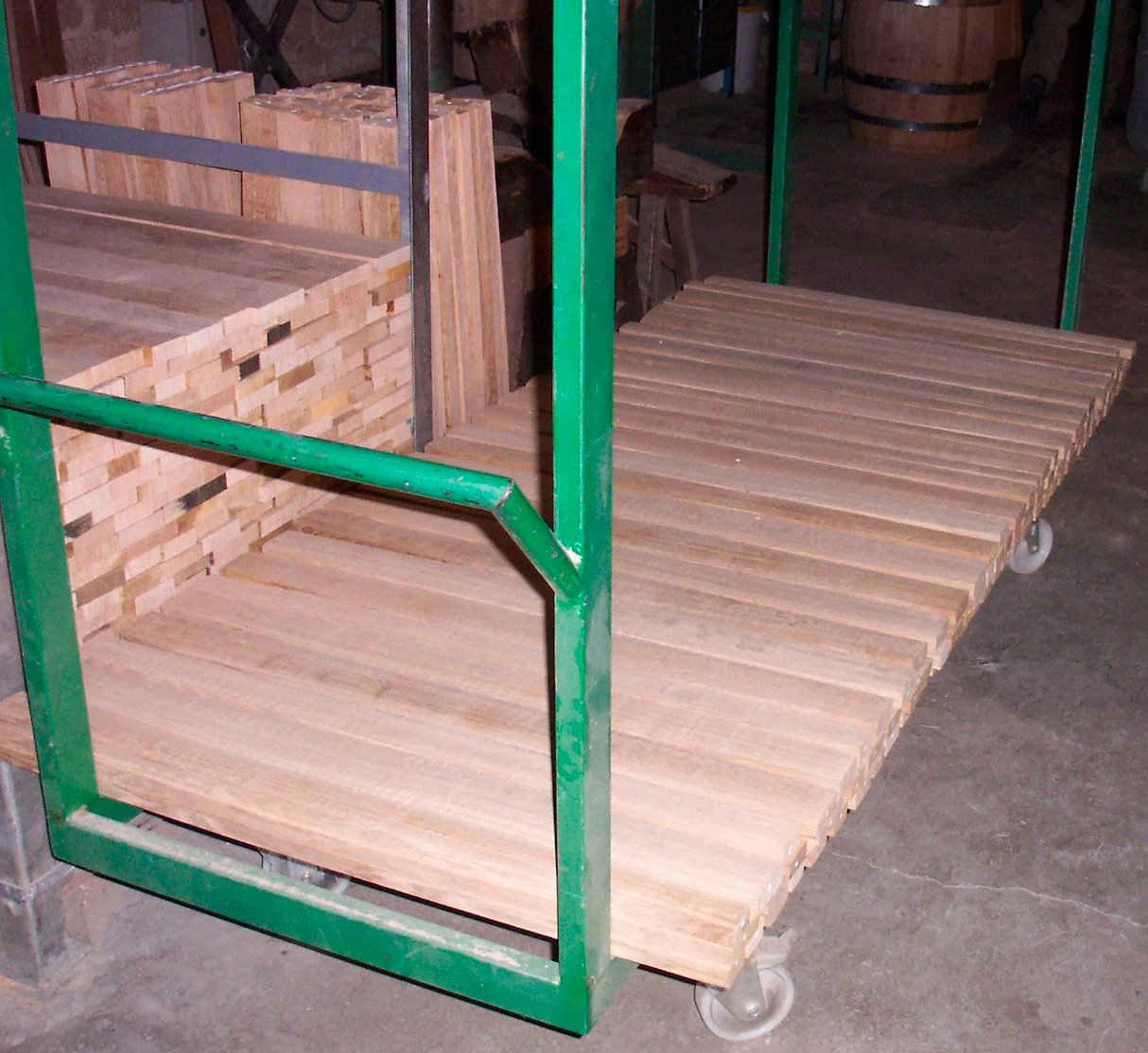
Duelas de roble preparadas para hacer barricas.

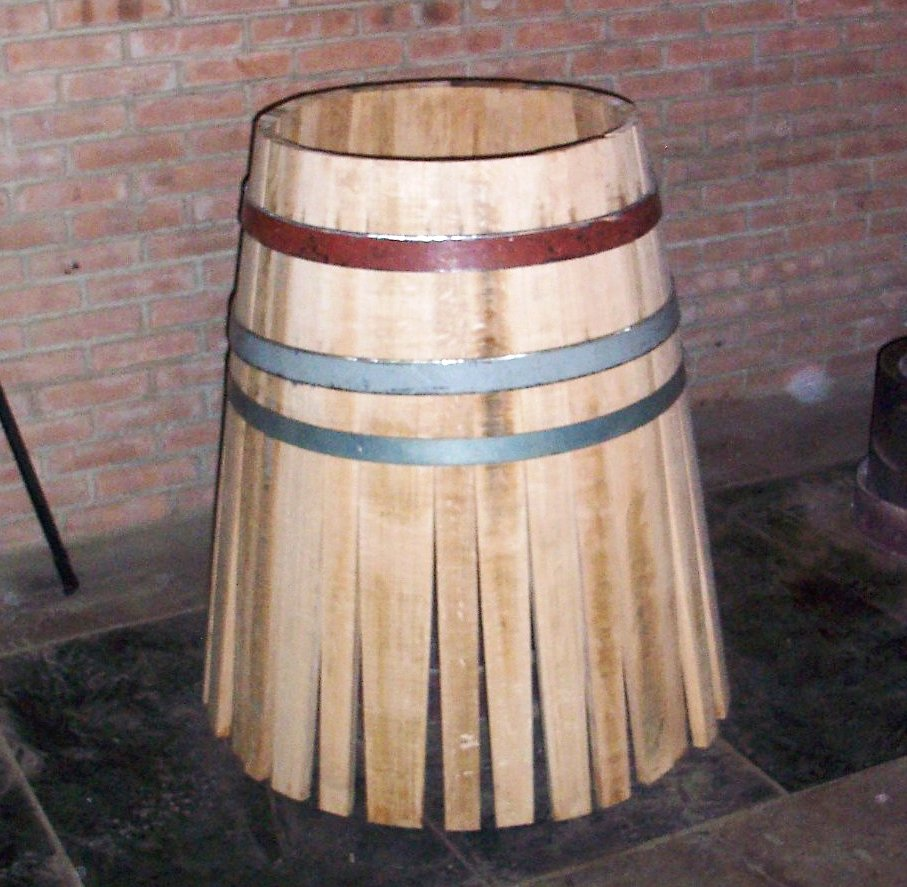
Preparación de una barrica con los flejes formando anillos sobre las duelas.

Se selecciona y seca la madera cuidadosamente a la intemperie o con estufas, cortándola para hacer "duelas" (listones que forman la barrica) con grosores de entre 19 y 29 mm, que posteriormente son tostadas por la parte interior para curvarlas y adaptarlas a la forma de la barrica. Tras tener preparadas todas las duelas, se va anillando la barrica con flejes metálicos, poco a poco, para llegar a conseguir una barrica sin fondo ni tapa, que serán incluidas al final. Hay varios niveles de tostado, que darán diferentes sabores al vino.

## Características que debe cumplir la madera
Una madera buena para hacer barricas tiene que contar entre sus propiedades: permeabilidad, baja porosidad, densidad y tamaño del anillo adecuados, alta resistencia mecánica, facilidad de hendido, alta durabilidad.

## Las maderas más valoradas

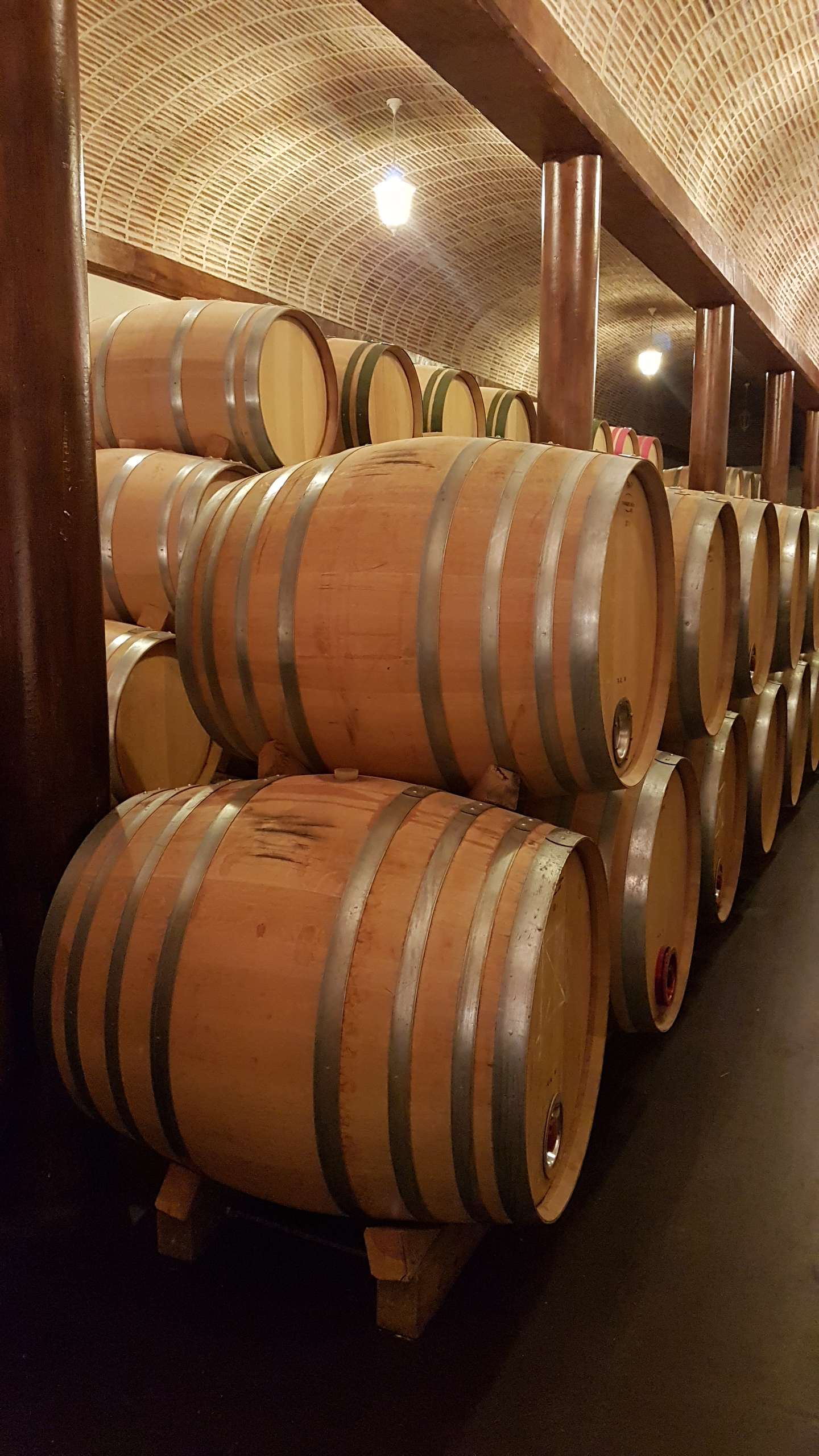
Barricas de roble de 500 litros, en la bodega Casajús, en la D.O. Ribera del Duero.

Entre los diferentes tipos de madera, la que mejor cumple estos requisitos es el roble y dentro de sus variedades destacan el francés y el americano.
La madera del roble es un material duro, pero entre sus radios medulares, que recorren longitudinalmente el tronco, se encuentran unos sectores más blandos. En el caso de roble americano estos sectores son relativamente duros, haciéndolo prácticamente impermeable; mientras que en el francés son más blandos y porosos, lo que permitiría que se escapase el vino. A la hora de comprar barrica francés o europea, hay que vigilar si productores utilizan el sistema de serrado, apto para el roble americano, pero no para el francés o europeo.

### Roble francés
El roble francés obliga a cortarlo por hendido, siguiendo la trayectoria de los radios medulares, para evitar sus partes blandas, lo que provoca una pérdida importante de madera. De un m³ de roble salen unas 6 barricas. Gustativamente surte un aroma y sabor más suave, de matiz vainilla, por lo que está altamente valorado.

### Roble europeo (croata, húngaro, rumano)
Al igual que el roble francés, el roble europeo, que crece alrededor del paralelo 45 en los Cárpatos (Rumania) o Eslavonia (Croacia), se corta por hendido y se envejece de forma natural un mínimo de 24 meses. Las características que transmite al vino son las mismas que el roble francés, de hecho, algunas tonelerías francesas compran duelas de Croacia y Rumania. Las principales variedades de roble usadas en Croacia, Hungría y Rumanía para la elaboración de las barricas son Quercus robur y Quercus petraea. 

### Roble americano
El roble americano es cortado con sierra, sin importar la disposición de los radios en la duelas, consiguiéndose un rendimiento excepcional. De un metro cúbico de roble salen unas diez barricas. Gustativamente surte un aroma y sabor resinoso.

### Roble de la península ibérica

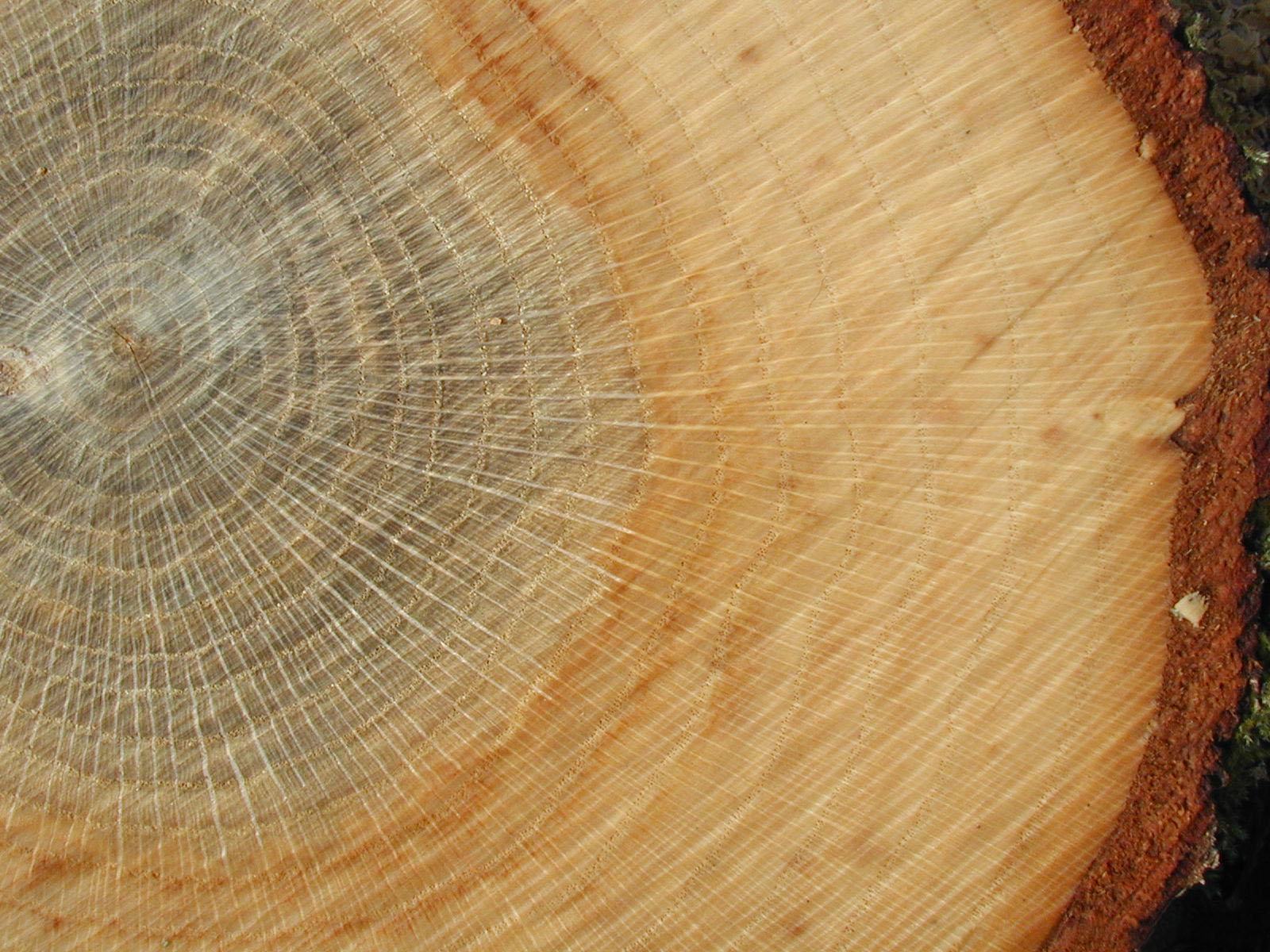
Sección de Quercus robur.

Actualmente el uso del roble de la península ibérica es escaso. En el norte y este de la península predominan los robles Quercus robur y Quercus petraea, que proporcionan aromas similares al roble francés. En Castilla y León y el norte de Extremadura predomina el roble Quercus pyrenaica, que proporciona sabores más fuertes semejantes al roble americano.

## Efecto de la barrica de roble en el vino
La madera de roble permite suavizar la textura del vino y estabilizarlo. Además, hace que los taninos se polimericen dando una sensación más agradable y redonda en la boca. Otro efecto es que agrega sabor y aroma a vainilla, coco, chocolate, tostado, humo, tabaco, caramelo, y café según sea el tostado de la madera, usada en la fabricación de la mayoría de los vinos tinto y en algunos blancos (como el Chardonnay). En vinos de guardar la permanencia en barricas ayuda al vino a evolucionar, gracias a pequeñas cantidades de oxígeno que entran en contacto con el vino.
Los altos precios de las barricas, presupuestos restringidos, altos volúmenes de producción y el uso de estanques de acero inoxidable, han llevado a que el uso de barricas disminuya y se reserve sólo para aquellos casos que lo merezcan. Un producto alternativo a las barricas es el uso de chips, cubitos y duelas de roble que se utilizan para lograr el efecto de una barrica pero a un coste muy inferior.

## Vida de una barrica
Proporcionan sabor al vino y permiten la microoxigenación durante unos ocho años. Son aptas para la separación de sedimentos por trasiega durante unos cuarenta años. Su vida en vinos de calidad supone la renovación de todo el conjunto cada diez años, a razón de un 10 % anual.
En los vinos de crianza de la denominación de origen Montilla-Moriles existen barricas centenarias en algunas bodegas y en manos de particulares las cuales guardan grandes tesoros en su interior renovándose el vino todos los años en los meses de octubre y noviembre para que las levaduras transformen el vino y se conserven.

## Tamaños
Existían diferentes tamaños:
- Media barrica (pequeña) 55-97 litros
- Barrica (media) 210 litros
- Pipa (grande) 454 litros
- Bota (extra grande) 936 litros[4]